# Rhodometra sevastopuloi
Rhodometra sevastopuloi là một loài bướm đêm trong họ Geometridae.